# Miro à poitrine blanche
Quoyornis georgianus, Quoyornis
Genre
Espèce
Statut de conservation UICN

 LC  : Préoccupation mineure
Le Miro à poitrine blanche (Quoyornis georgianus), unique représentant du genre Quoyornis, est une espèce de passereaux de la famille des Petroicidae.
Son aire s'étend à traves le Sud-Ouest de l'Australie